# HD163493
HD163493 — хімічно пекулярна зоря спектрального класу
A2 й має видиму зоряну величину в смузі V приблизно  9,5.